# ماريا دا بنها
ماريا دا بنها مايا فيرنانديز، (بالبرتغالية: Maria da Penha‏) هي عالمة صيدلانية برازيلية ومدافعة عن حقوق الإنسان وتناصر حقوق المرأة، لاسيما ضد العنف المنزلي، ولدت عام 1945 في فورتاليزا، في ولاية سيارا البرازيلية، حيث كانت ماريا بنها ضحية للعنف المنزلي من قِبَل زوجها، ورفعت دعوى ضده ليتم إدانته، أولاً في المحكمة الفيدرالية في البرازيل ثم في محكمة الدول الأمريكية لحقوق الإنسان.
في 7 أغسطس 2006، قام الرئيس البرازيلي لويس إيناسيو لولا دا سيلفا بتطبيق القانون البرازيلي الاتحادي 11340، والمعروف الآن باسم ماريا دا بنها، مما زاد من حدة العقوبة على العنف المنزلي ضد المرأة، حيثما حدث ذلك في منزل أو في بيئة أسرية.

## تاريخها

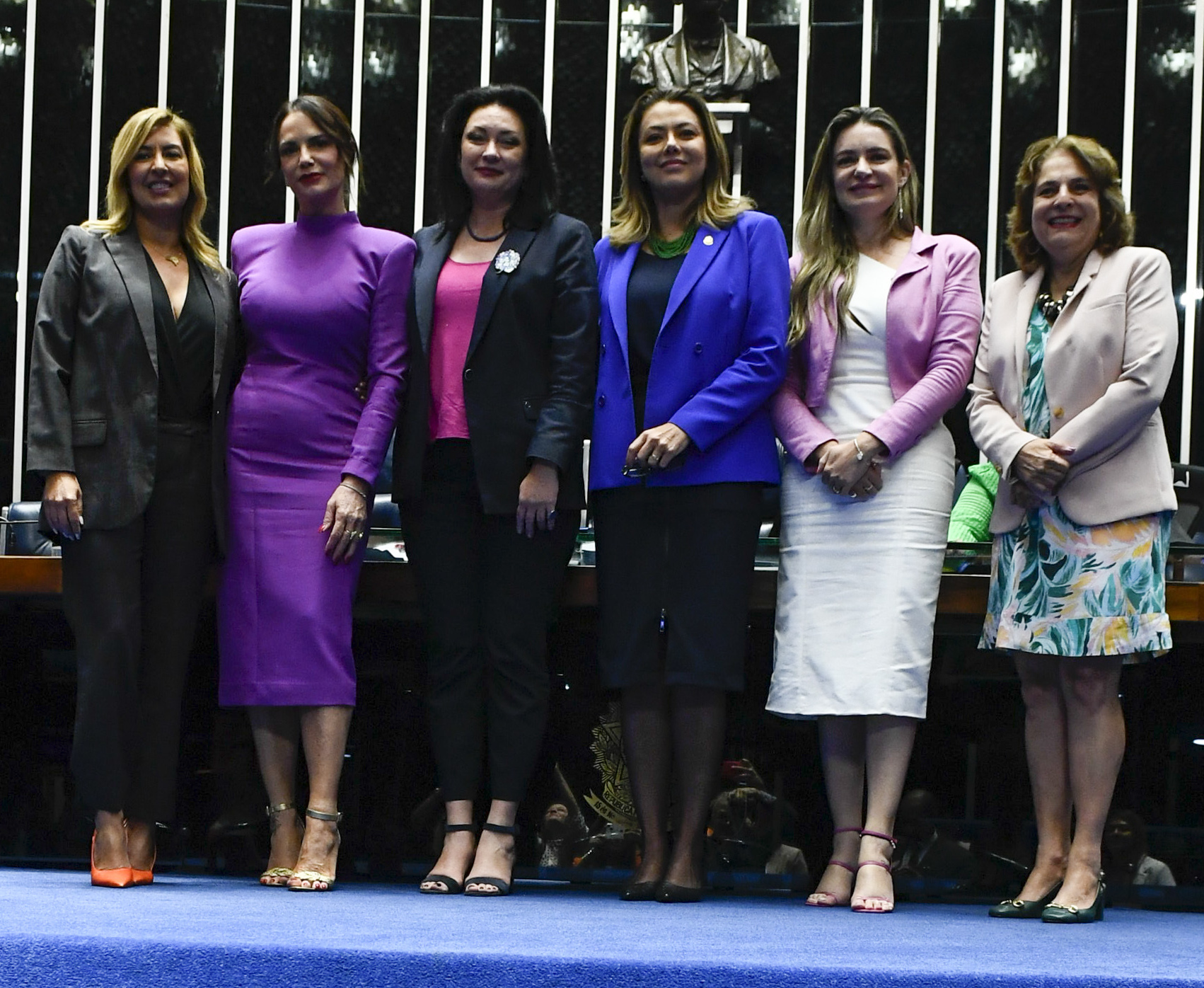
جلسة عامة لمجلس الشيوخ الاتحادي خلال جلسة خاصة للاحتفال بالذكرى السابعة عشرة لقانون ماريا دا بينها

في عام 1983، قام زوجها الذي يعمل معلم في مدرسة في كولومبيا، المدعو ماركو انطونيو هيريديا فيفروس، بمحاولة قتلها مرتين، أول مرة كانت عن طريق إطلاق النار عليها أثناء نومها، ولكنها نجت، وفي المرة الثانية قام بمحاولة صعقها بالكهرباء أثناء استحمامها، ولقد شُلّت بنها بسبب هذه المحاولات، وفي العام التالي قامت ماريا دا بنها ببدء دعوى قانونية ضد فيفروس، وبعد سبع سنين، حكم بالسجن عليه لمدة 15 عام، ولكن الدفاع استأنف الحكم وقام بإلغائه، عقدت محكمة جديدة عام 1996 وتم تطبيق عشر سنوات عليه، حكم علية بالسجن لمدة 9 سنوات.
ومن خلال مصادر قانونية سجن لمدة عامين وأطلق سراحه عام 2002.
في عام  2001، جاءت الحلقة إلى لجنة البلدان الأمريكية لحقوق الإنسان التابعة لمنظمة الدول الأمريكية، ولأول مرة في التاريخ، كانت تعتبر جريمة عنف منزلي.
نشرت اللجنة تقريرًا يلقي باللوم على الحكومة البرازيلية للإهمال والإهمال فيما يتعلق بالعنف المنزلي.
في 7 أغسطس 2006، أقرت الحكومة البرازيلية قانون مكافحة العنف المنزلي ضد المرأة، الذي دخل حيز التنفيذ في 22 سبتمبر من ذلك العام.
اليوم، بنها هي منسقة دراسات رابطة أقارب وأصدقاء ضحايا العنف(APAVV)، في ولاية سيارا البرازيلية، حضرت حفل توقيع القانون البرازيلي الذي يحمل اسمها، إلى جانب وزراء آخرين وممثلي الحركة النسائية البرازيلية.